# دنیاگیری کووید-۱۹ در مجارستان
دنیاگیری کووید-۱۹ در مجارستان بخشی از دنیاگیری بیماری کروناویروس ۲۰۱۹ در جهان است.
اولین مورد تأیید شده در مجارستان در ۴ مارس ۲۰۲۰ در شهر بوداپست اعلام شد، همچنین اولین مرگ در ۱۵ مارس در وبگاه رسمی دولت منتشر شد.